# Papilionanthe subulata
Papilionanthe subulata är en orkidéart som först beskrevs av Carl Ludwig von Willdenow, och fick sitt nu gällande namn av Leslie Andrew Garay. Papilionanthe subulata ingår i släktet Papilionanthe och familjen orkidéer. Inga underarter finns listade i Catalogue of Life.